# Анрідор
Анрідор, генрідор (фр. Henri d'or — золотий Анрі) — французька золота монета, випущена Генріхом II (1547—1559) в 1549 році замість золотого екю з сонцем (фр. ecu d'or au soleil).
Це перша датована французька монета. Вага анрідора 3,653 г (3,421 г золота). На аверсі — портрет короля в короні, на реверсі — герб, увінчаний короною з лілеєю між двома літерами «Н». 

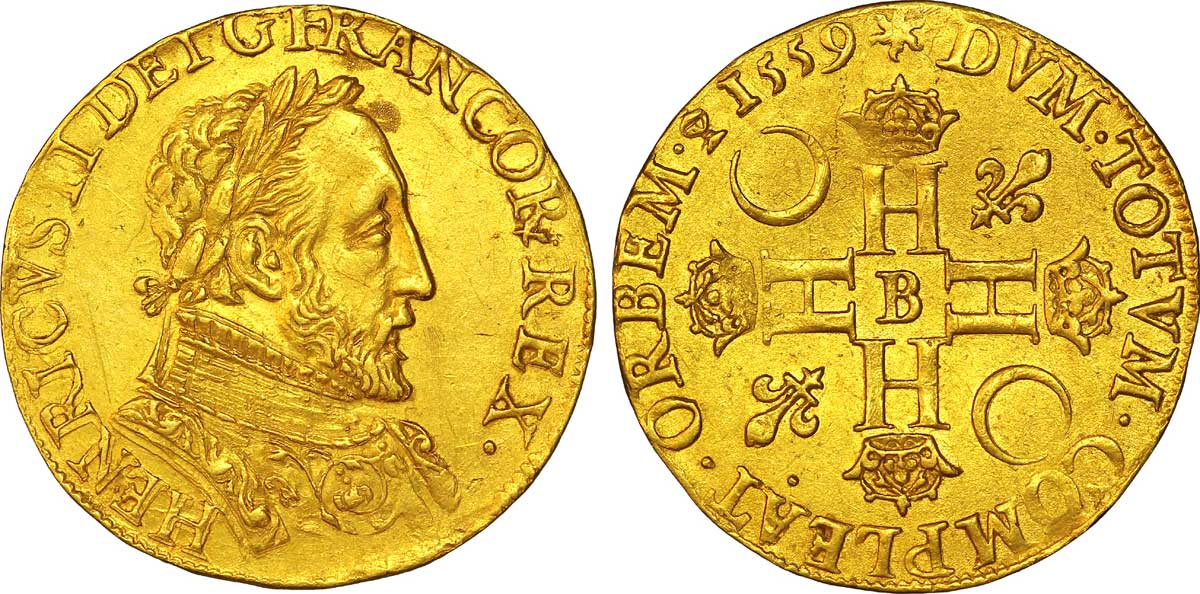
Подвійний золотий анрідор Генріха II (Руан, 1559)

Карбувалися також монети номіналом в 2 (вагою в 7.25 гграм) і 1/2 анрідора. 

## Джерело
- 3варич В. В. Нумізматичний словник. — Львів: «Вища школа», 1978, 338 с.